# Gare de Bédarieux
La gare de Bédarieux est une gare ferroviaire française de la ligne de Béziers à Neussargues, située sur le territoire de la commune de Bédarieux, dans le département de l'Hérault en région Occitanie. 
Une première gare édifiée par la Compagnie du chemin de fer de Graissessac à Béziers est mise en service en septembre 1858 après la mise sous séquestre de la compagnie. La ligne est ensuite rachetée par la Compagnie des chemins de fer du Midi et du Canal latéral à la Garonne qui en modifie le tracé, installant la deuxième gare sur la rive droite de l'Orb en 1884. 
C'est une gare de la Société nationale des chemins de fer français (SNCF), desservie par des trains Intercités et TER Occitanie.

## Situation ferroviaire
Établie à 196 mètres d'altitude, la gare de Bédarieux est située au point kilométrique (PK) 474,462 de la ligne de Béziers à Neussargues, entre les gares de Faugères (fermée) et du Bousquet-d'Orb, en direction de Béziers la gare ouverte la plus proche est Magalas.
Gare de bifurcation, elle est l'aboutissement de la Ligne de Castres à Bédarieux (déclassée de Bédarieux à Mazamet).

## Histoire

### Première gare: rive gauche
La Compagnie du chemin de fer de Graissessac à Béziers termine les travaux du grand viaduc le 20 juillet 1856. Le 27 juillet les festivités commencent par la bénédiction du viaduc par l'Évêque de Montpellier, elles se poursuivent par des jeux et danses et un feu d'artifice tiré depuis l'ouvrage d'art.
En difficulté financière, la compagnie est mise sous séquestre le 12 mai 1858, l'approbation de crédits pour permettre l'achèvement de la construction de la ligne et son exploitation intervient le 15 août 1858. La ligne et la gare de Bédarieux sont mis en service le 20 septembre 1858, jour d'ouverture au trafic de marchandises de la première section de Béziers à Bédarieux. La section suivante de Bédarieux à Graissessac est livrée à l'exploitation le 28 décembre 1858. L'ouverture du trafic voyageurs a lieu le 1er septembre 1859.
La convention, passée avec la Compagnie des chemins de fer du Midi et du Canal latéral à la Garonne (Compagnie du Midi) pour le rachat du chemin de fer de Graissessac à Béziers, est approuvée le 11 juin 1863. Cette convention du 1er mai 1863 prévoit notamment au paragraphe 5, un rachat, réglé par arbitrage, du chemin de fer de Graissessac à Béziers dans un délai de deux années.

### Deuxième gare: rive droite

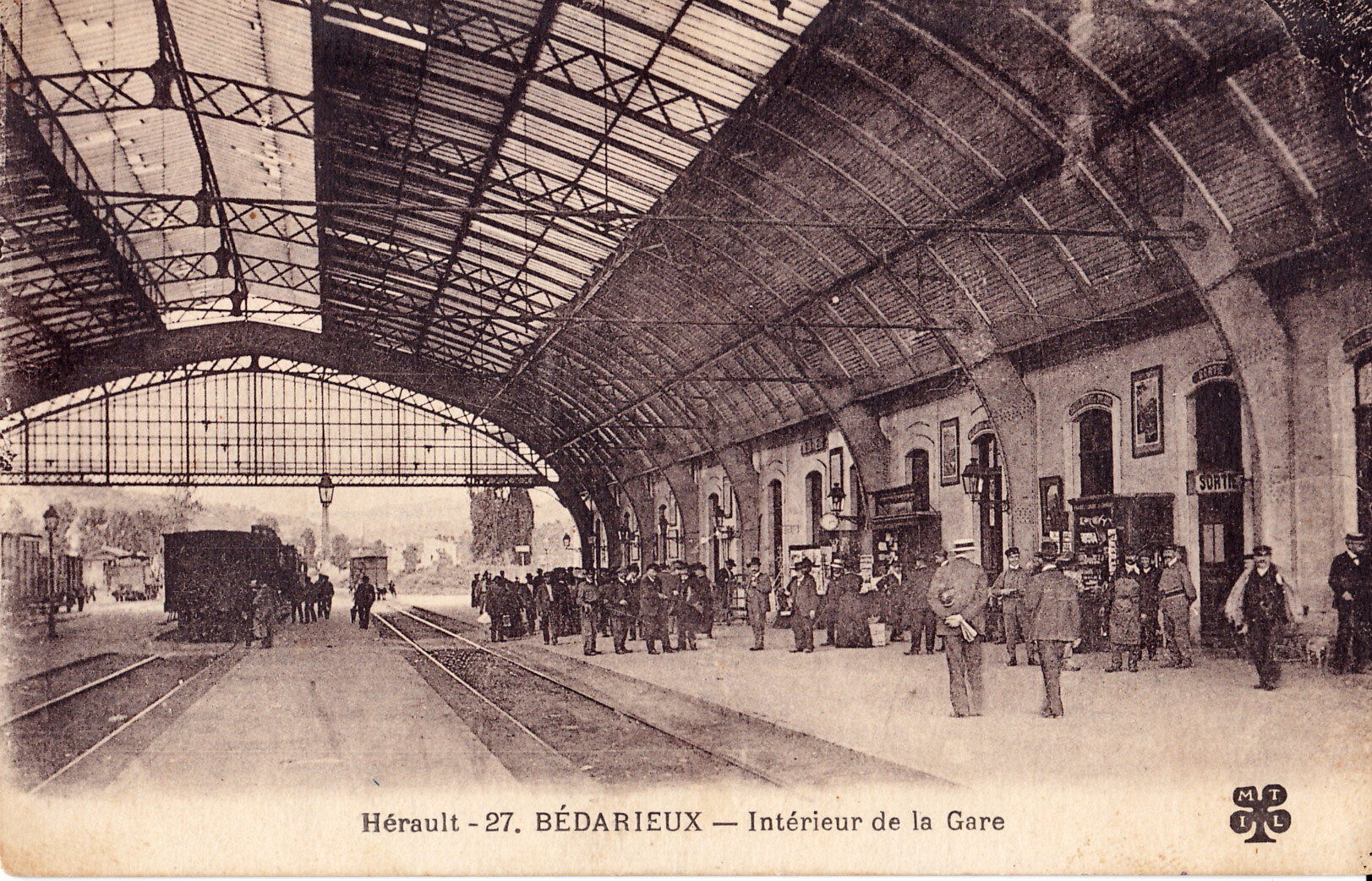
La marquise de la gare, au début du XX, dénommée grande halle voyageurs au XXI.

Pour la mise en service de la ligne de Castres à Bédarieux, la Compagnie du Midi met en service en 1884 une nouvelle gare sur la rive droite de l'Orb. Pour la desservir elle installe une nouvelle voie entre La Gaumette et l'entrée du tunnel du Four à Chaux à Bédarieux. La grande halle de la gare a été construite en 1903 sur le modèle de la gare Saint-Jean à Bordeaux.

## Fréquentation
En 2014, c'est une gare voyageurs d'intérêt local (catégorie C : moins de 100 000 voyageurs par an de 2010 à 2011), qui dispose de deux quais et une grande halle voyageurs.
| Année     | 2015   | 2016   | 2017   | 2018   | 2019   | 2020   | 2021   | 2022   | 2023   |
| --------- | ------ | ------ | ------ | ------ | ------ | ------ | ------ | ------ | ------ |
| Voyageurs | 17 230 | 16 859 | 17 095 | 15 337 | 13 726 | 16 035 | 23 592 | 35 301 | 44 798 |

## Service des voyageurs

### Accueil
Gare SNCF, elle dispose d'un bâtiment voyageurs ouvert tous les jours et un guichet ouvert du lundi au vendredi. Elle est équipée d'automates pour l'achat de titres de transport TER. C'est une gare « Accès Plus » avec des aménagements, équipements et services pour les personnes à mobilité réduite.

### Desserte
Bédarieux est desservie par des trains Intercités, de la relation Béziers - Clermont-Ferrand, et des trains TER Occitanie de la relation Béziers - Saint-Chély-d'Apcher, ou Millau  (ligne 10).

### Intermodalité
Un parc pour les vélos et un parking pour les véhicules y sont aménagés. 
Elle est desservie par des cars TER Occitanie qui renforcent et complètent la desserte ferroviaire.